# Кудлик (пристрій)
Кудлик  (інуїт. ᖁᓪᓕᖅ — кудлик, тюрк. Qulliq — кулик) — це пристосування народів крайньої півночі у вигляді каменю з внутрішньою ємністю в який заливається олія або жир, потім вміст спалюється за допомогою каталізатора для отримання світла і тепла. Кудлик зазвичай виготовляється з "милового каменю". В якості каталізатора часто виступає висушений мох, або арктична пухівка. Незважаючи на крайню простоту, дане пристосування було і є традиційним джерелом освітлення і тепла для приміщення таких народів як інуїти, ескімоси, чукчі та ін.
Кудлик часто вважається найголовнішим предметом побуту цих народів, який ретельно бережеться і передається з покоління в покоління.

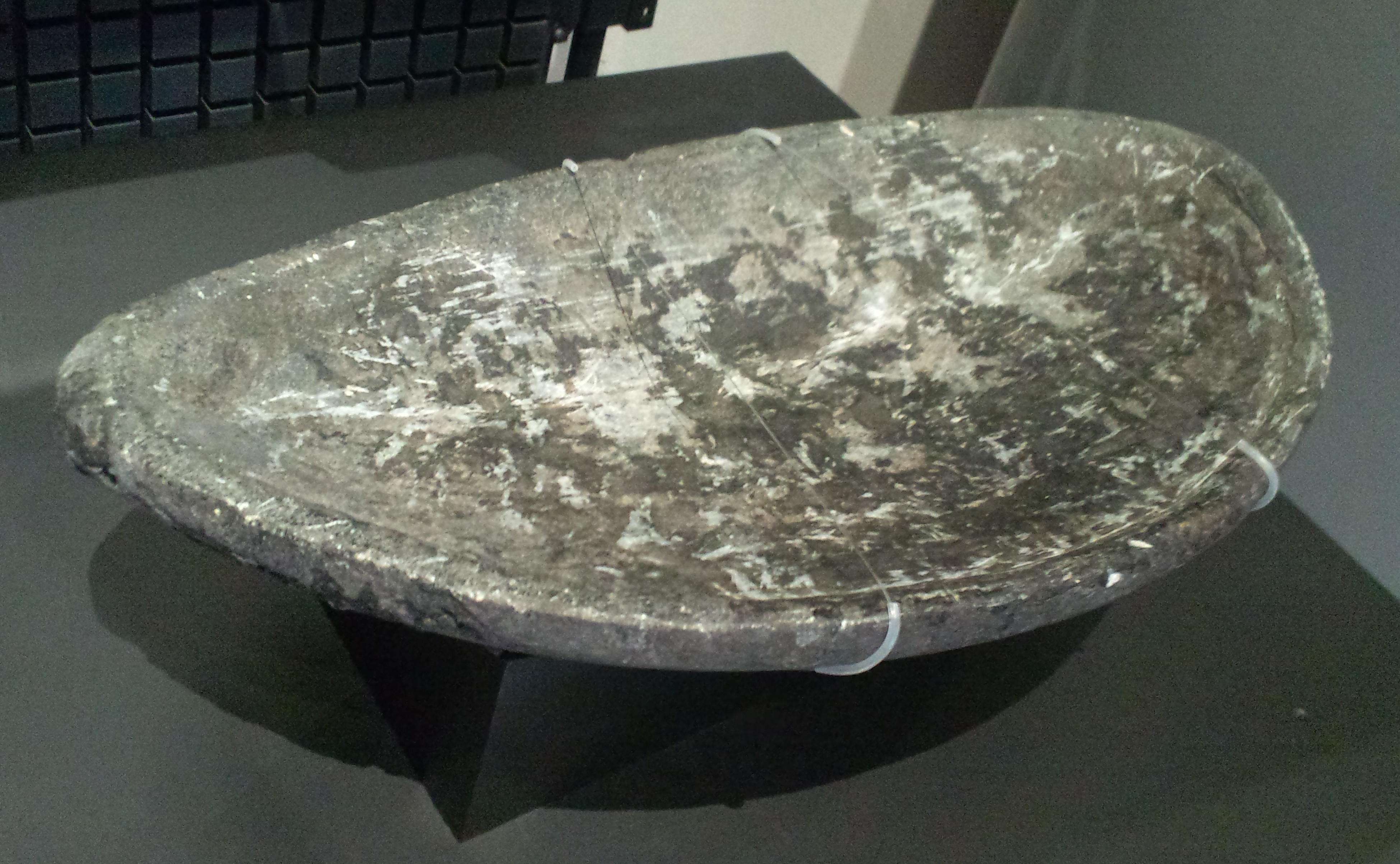
Національний музей етнології, Осака — лампа з мильного каменю — інуїти в Канаді — виготовлено до 1954 року

Кудлик запалюється паличкою, яка називається таккут.

## Цікаві факти
- В Канаді була випущена колекційна монета "Інуїт і його кудлик" присвячена народам крайньої півночі[5].
- В народів крайньої півночі які використовують кудлики, також практикується спалення жирних видів риб для отримання світла і тепла.